# 大阪YMCA国際専門学校
大阪YMCA国際専門学校（おおさかワイエムシーエーこくさいせんもんがっこう）は、大阪府大阪市西区にある私立専修学校。
開校から現在にいたるまで、西区土佐堀の地で120年近く語学教育を中心に活動してきた。

## 沿革
- 1893年 - 大阪青年会夜学校開校
- 1903年 - 大阪青年会英語学校、私立学校令による学校として大阪府から認可される
- 1980年 - 大阪青年会英語学校より、専修学校として大阪YMCA語学専門学校へ改称・認可
- 1984年 - 大阪YMCA語学専門学校に社会体育科を開設し、大阪YMCA語学体育専門学校へ名称変更
- 1985年 - 大阪市北区堂島で大阪YMCA国際専門学校 日本語学科（全日制1年コース/4月入学）開設
- 1988年
  - 大阪YMCA語学体育専門学校から大阪YMCA国際専門学校へ名称変更
  - 大阪国際専門学校に国際高等課程国際学科（インターナショナルハイスクール）開設
- 1989年
  - 大阪YMCA国際専門学校日本語学科を堂島校から西区土佐堀へ移転
  - 大阪YMCA国際専門学校日本語学科、日振協より認可
- 1990年 - アベノYMCA学院に全日制日本語学科開設
- 1993年 - 大阪YMCA国際専門学校を財団法人から準学校法人へ設置者変更
- 2002年 - 準学校法人大阪キリスト教青年会を学校法人へ組織変更
- 2005年 - 大阪YMCA国際専門学校国際高等課程に表現・コミュニケーション学科開設
- 2010年 - 大阪YMCA国際専門学校国際高等課程 表現・コミュニケーション学科にマイスペクラス開設

## 学科
- 語学・ビジネス専門課程
  - 国際ホテル学科
  - 国際ビジネス学科
- 国際高等課程
  - 国際学科（インターナショナルハイスクール）
  - 表現・コミュニケーション学科
- 外国語専門課程
  - 英米語学科
  - 英米語専攻科
  - 日本語学科
  - 進学日本語学科
- 教育社会福祉専門課程
  - スポーツ＆ウエルフェア学科
  - 社会体育専攻科

## 著名な出身者
- U.K.  - ラジオDJ・タレント
- 利根川進 - 生物学者　※YMCA予備校出身（浪人中に在籍）

## 交通
- Osaka Metro四つ橋線肥後橋駅下車徒歩約5分
- 京阪中之島線渡辺橋駅下車徒歩約8分
- 大阪シティバス土佐堀1丁目停留所下車すぐ